# Schützenkompanie Imst
Die Schützenkompanie Imst (SK Imst) ist eine Schützenkompanie im Tiroler Oberland, eingebettet in das Bataillon Starkenberg und das Schützenviertel Oberland.

## Geschichte
Die ersten Aufzeichnungen und urkundlichen Erwähnungen des Imster Schützenwesens gehen in das 15. und 16. Jahrhundert zurück. Mehrere Imster Persönlichkeiten prägten bereits in frühen Jahren die Schützengeschichte, wie etwa Elias Wörz in den Spanischen Erbfolgekriege (1700–1714). Elias Wörz, Bürgermeister des Marktes Imst und 20 Jahre lang „Viertelsvertreter“ bzw. als „oberinntalischer Landesverteidigungskommissär“, koordinierte die Durchmärsche der kaiserlichen Truppen und beförderte Offiziere und Kuriere. 1703 stellte er auf eigene Kosten eine freiwillige Schützenkompanie zum Zwecke des Widerstands gegen die eindringenden bayrischen Truppen auf. Mit dieser Schützenkompanie zog er als Hauptmann, begleitet von seinem Sohn Georg, ins belagerte Außerfern zur Ehrenberger Klause und unterstützte gemeinsam mit verschiedenen Kompanien aus dem „Oberen – Gricht“ die Außerferner Schützen. Aufgrund seiner Verdienste wurde er am 20. September 1709 von Kaiser Josef I. in den rittermäßigen Reichs- und österreichisch-erbländischen Adelsstand mit dem historischen Prädikat „von Sprengenstein“ erhoben. Namhaft machte sich zu dieser Zeit auch der in Imst am 4. März 1664 geborene Martin Sterzinger. Als Pflegsverwalter war er nach der Tiroler Wehrverfassung verpflichtet, im Ernstfall ein Aufgebot von Landesverteidiger zu nominieren. Am 1. Juli 1703 besiegten die Oberländer die bayrischen Truppen in der Pontlatzer Falle bei Landeck (Tirol). Die Truppen unter Oberst Novin sowie Oberstleutnant Taufkirchen mussten sich ergeben.
Als Gründungsjahr der Imster Schützenkompanie wird urkundliche das Jahr 1779 erwähnt. Aus dem Jahr 1797 stammt die erste Schützenfahne, die in den Kriegsjahren 1797 und 1809 mitgeführt wurde. Die zweite Fahne wurde in Anerkennung zur Schützenkompanie von der kaiserlichen Hoheit Erzherzog Johann 1851 gespendet.
Der Imster Bürgermeister, Fabrikant und Hauptmann Johann Georg Strele stand mit den Führern der geheimen Tiroler Aufstandsbewegung, Andreas Hofer, Martin Teimer und Freiherr von Hormayr, in Verbindung. J. G. Strele zog bereits 1799 als Hauptmann der 2. Imster Scharfschützenkompanie gegen die Franzosen ins Engadin. Nach den erfolgreichen Einsätzen der Imster Kompanie bei den Bergiselschlachten von 1809 ernannte Andreas Hofer am 4. Juni 1809 den Hauptmann Strele zum Spezial- und Defensionskommissär für das Gebiet von Imst.
Berühmt zu dieser Zeit war auch der Priester Stephan Krismer, besser bekannt unter „s´Krismer Stöffele“. Der am 25. Dezember 1777 in Karres geborene Priester war durch seine unerschütterliche Landes- und Kaisertreue bereits als Hilfspriester geschätzt und anerkannt.

### Erster Weltkrieg
Am 15. August 1861 traten die Statuten der Imster Bürgerschützenkompanie in Kraft. Im Ersten Weltkrieg rückten 1915 auch die Züge und Kompanien des Standschützenbataillons aus dem Gericht Imst, als letztes Aufgebot der Männer von 17 bis 65 Jahren, soweit diese noch nicht zu den regulären Truppenteilen einberufen worden waren, an die bedrohte Südgrenze des Landes, um diese vor feindlichem Überfall der Italiener (Kriegseintritt des ursprünglich „neutralen“ Italien 1915) zu schützen. Das Bataillon des Gerichtes Imst zählte 1915 13 Offiziere, 63 Unteroffiziere und 247 Mann. Dieses Bataillon traf am 23. Mai 1915 in Toblach ein und wurde in der Dolomitenfront eingesetzt sowie in den letzten drei Monaten des Kriegsjahres 1918 in der Tonalefront.

### Zweiter Weltkrieg und danach
Am 21. Juli 1929 wurde anlässlich des 150-jährigen Bestandsjubiläums eine neue Schützenfahne eingeweiht. Zu Beginn des Zweiten Weltkrieges rückte die Schützenkompanie unter ihren Hauptmann Hans Strobl nur wenige Male aus. 1942 wurden die Aktivitäten der Schützenkompanie komplett eingestellt, einerseits wegen der Verbote des NS-Regimes, andererseits wegen der fehlenden Schützen, da ein großer Teil der Imster Schützen im Zweiten Weltkrieg in den verschiedensten Frontabschnitten eingezogen wurde. Aufgrund eines allgemeinen Waffen-Verbotes, festgelegt durch die alliierten Besatzungsmächte, rückten die Schützen 1946 unter der Führung von Hauptmann Josef Heel (Bessler) erstmals im Zuge der Fronleichnamsprozession mit Hirtenstecken aus. Die meisten Gewehre wurden von der amerikanischen und französischen Besatzungsmacht konfisziert. Jedoch ist es gelungen einige Waffen und Munition gut zu verstecken, so dass diese zu einem späteren Zeitpunkt wieder Verwendung in der Kompanie fanden. 1947 stellte die französische Besatzung Gewehre und Munition für die Fronleichnamsprozession zur Verfügung. Die Gewehre wurden vor der Prozession am Kirchplatz ausgeteilt und nach der Prozession wieder eingesammelt und den Besatzern wieder übergeben. Im Gedenkjahr 1809–1959 wurde in Imst erstmals eine Gedenktafel des als Freiheitshelden angesehenen s´Krismer Stöffele eingeweiht (Jahre später wurde diese Tafel entwendet und von der Bezirksleitung unter Major Thaler Walter zum Gedenkjahr 2009 wieder neu errichtet und eingeweiht).
Durch Verhandeln bei der Jahreshauptversammlung am 6. Jänner 1976 mit Bürgermeister Adolf Walch gelang es Hauptmann Klingenschmid Ander ein geeignetes Grundstück (Engerebichl/Hoadebichl) für das zu bauende Schützenheim zu bekommen. Der Imster Architekt Helmut Krismer „Pleller“ plante das neue Schützenheim und am 23. August 1976 begannen die Arbeiten mit dem Aushub der Baufläche. Nach siebenjähriger Bauzeit wurde das Schützenheim am 29. Oktober 1983 durch Dekan Monsignore Alfons Lorenz eingeweiht. Bei der Regimentsversammlung 1993 wurde Strobl Horst zum Viertelkommandant und bei der Bezirksversammlung 1994 im Schützenheim Imst wurde Thaler Walter als Nachfolger von Major Siegele zum Bezirksmajor gewählt. Das 50-jähriges Wiedergründungsjubiläum wurde gemeinsam mit dem Bataillons- und Bezirksschützenfest vom 10. bis 12. Juli 1998 in Imst gefeiert. Bei der Bezirksversammlung am 3. Jänner 2010 wurde Mjr Gstrein Heinrich zum neuen Bezirksmajor des Schützenbezirk Imst gewählt, dem er bis heute vorsteht.

## Anstaltsschützen
Im Jahr 1898 wurden die Anstaltschützen, die es nur in Imst gibt, von den drei Imster Bürgerinnen Maria Schweighofer, Anna Decorona und Rosa Neurauter, anlässlich des 50-jährigen Priesterjubiläums von Dekan Johann Paul Raich, gegründet. Sie rückten zu dieser Feierlichkeit erstmals aus. Die Anstaltschützen, bekleidet mit der Imster Tracht, rekrutieren sich aus „Imster Buabe“ die die städtischen Kindergärten, früher Kinderbewahrungsanstalt genannt, besuchen. Betreut wurden die „Kindergartler“ ursprünglich durch die Barmherzigen Schwestern des Frauenklosters. Bemüht hat sich ab den 1950er Jahren Schwester Miriam um die Betreuung der Anstaltschützen. Ab 1968 übernahmen auf Wunsch der Stadtgemeinde Imst die Betreuung die Schützenkompanie Imst.